# Tablao de Carmen
El Tablao de Carmen es un tablao flamenco creado en homenaje a Carmen Amaya.
Está situado en el barrio andaluz dentro del Pueblo Español de Barcelona, en la montaña de Montjuïc en Barcelona, España. Un salón restaurante con carta española.

## Historia

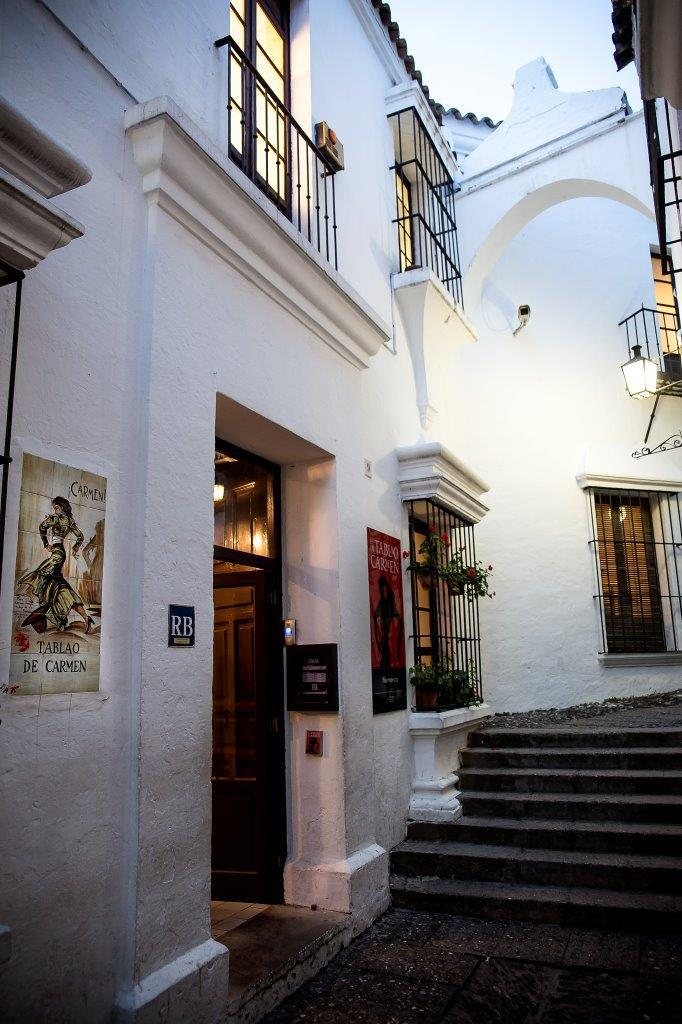
Tablao de Carmen

### Contexto
En 1988, Sunchy Echegaray funda el Tablao del Carmen, en plena fase de la Barcelona pre-olímpica. Barcelona estaba rendida al urbanismo, al diseño, al futuro tecnológico. En un momento donde se revalorizaron las vanguardias, lo moderno y el diseño; el Tablao de Carmen apostó por un clásico tradicional y resaltar la naturalidad de los locales flamencos.
Su deseo siempre fue montar un bar que fuese una taberna con flamenco, que representará el ambiente flamenco natural y honrará la memoria de Carmen Amaya.

#### El nombre
"Carmen”, por Carmen Amaya. El Tablao de Carmen fue concebido como homenaje a la bailaora Carmen Amaya (Barcelona, 2 de noviembre de 19181 - Bagur, Gerona, 19 de noviembre de 1963), amiga de la familia fundadora del mismo.

## Flamenco
El flamenco es un estilo musical, una disciplina artística que engloba cante, baile y toque. Según la Real Academia Española el cante es la «acción y efecto de cantar cualquier canto popular andaluz». El baile es la danza que acompaña al cante. Y el toque, «la acción y efecto de tocar la guitarra flamenca».
En el tablao tradicional el espectáculo de flamenco se concibe como una sucesión de diferentes interpretaciones de compases varios, por parte de músicos y bailarines. Cada actuación de cada artista es independiente de la anterior y de la que vendrá a continuación. Cada uno de los diferentes bailes o cantes interpretados  expresan sentimientos diferentes.
La puesta en escena está en manos del sonido de las cuerdas de la guitarra, del compás de las palmas, de los gestos del bailaor, del taconeo y del silencio.
Cuando acaba el flamenco con el fin de fiesta por bulerías, se entiende que lo concluido no ha sido la narración de una historia, sino una demostración de cultura.

## Carmen Amaya
De padres gitanos y de humilde procedencia, Carmen Amaya creció en el Somorrostro, un barrio de chabolas marginal de Barcelona, entonces situado entre las vías del tren y el mar derribado en 1963.
Su padre era un guitarrista flamenco conocido como el “Chino”. La llevaba con él a trabajar durante horas, mientras cantaba y bailaba la orientaba y la corregía. Carmen fue desarrollando su propio estilo, bailando sobre la arena de la playa de Somorrostro y acompañando a su padre en bares y tabernas para ganar algunas monedas. Poco a poco fueron apareciendo contratos y actuaciones en teatros locales.
A los 11 años de edad, Carmen y su familia actuaron en honor al Rey Alfonso XIII en 1929, con motivo de la inauguración del Pueblo Español. “Los encargados del protocolo en la Casa Real le pidieron a Carmen que tratara al monarca de «Majestad». En cuanto apareció por allí el jefe del Estado, la bailaora dio un paso al frente y le dijo en voz alta: «Va por usté, zeñó rey»...A partir de aquel día, la amistad entre el rey posteriormente destronado y la reina del baile fue inquebrantable…” cuenta la revista El Mundo en su artículo “Los recuerdos ocultos de Carmen Amaya”.
Con 12 años formaba ya parte de una de las compañías de baile de más importante del momento. Su proyección a la fama fue meteórica e internacional y en vida se convirtió ya en la leyenda cuya reputación pervive hasta hoy día. Carmen triunfó en los grandes teatros de Europa, de Estados Unidos y de Sudamérica.
Fue elogiada por personalidades del siglo XX como Charlie Chaplin, Fred Astaire, Picasso, Jean Cocteau, Orson Welles, Marlon Brando, el presidente de los Estados Unidos Franklin Roosevelt…